# Constitución Política de Costa Rica de 1869
La Constitución Política de Costa Rica de 1869 fue la Carta Magna del país que estuvo vigente de 1869 a 1870.

## Emisión
El pronunciamiento del 1 de noviembre de 1868 proclamó como presidente provisional a Jesús Jiménez Zamora.  El 3 de noviembre, Jiménez convocó a elecciones para una Asamblea Constituyente, que inició sus sesiones el 1 de enero de 1869, bajo la presidencia de Juan José Ulloa Solares. Una comisión de constituyentes redactó el proyecto para la nueva Constitución, para lo cual sirvió de modelo el texto de la Constitución de 1859, al cual se hicieron solamente algunos ligeros retoques y adiciones.  La nueva Carta fundamental fue aprobada por el cuerpo constituyente el 18 de febrero de 1869, aunque no fue puesta en vigencia sino hasta el 18 de abril de ese año.

## Contenido
La Constitución Política de 1869 constaba de 149 artículos distribuidos en trece títulos.

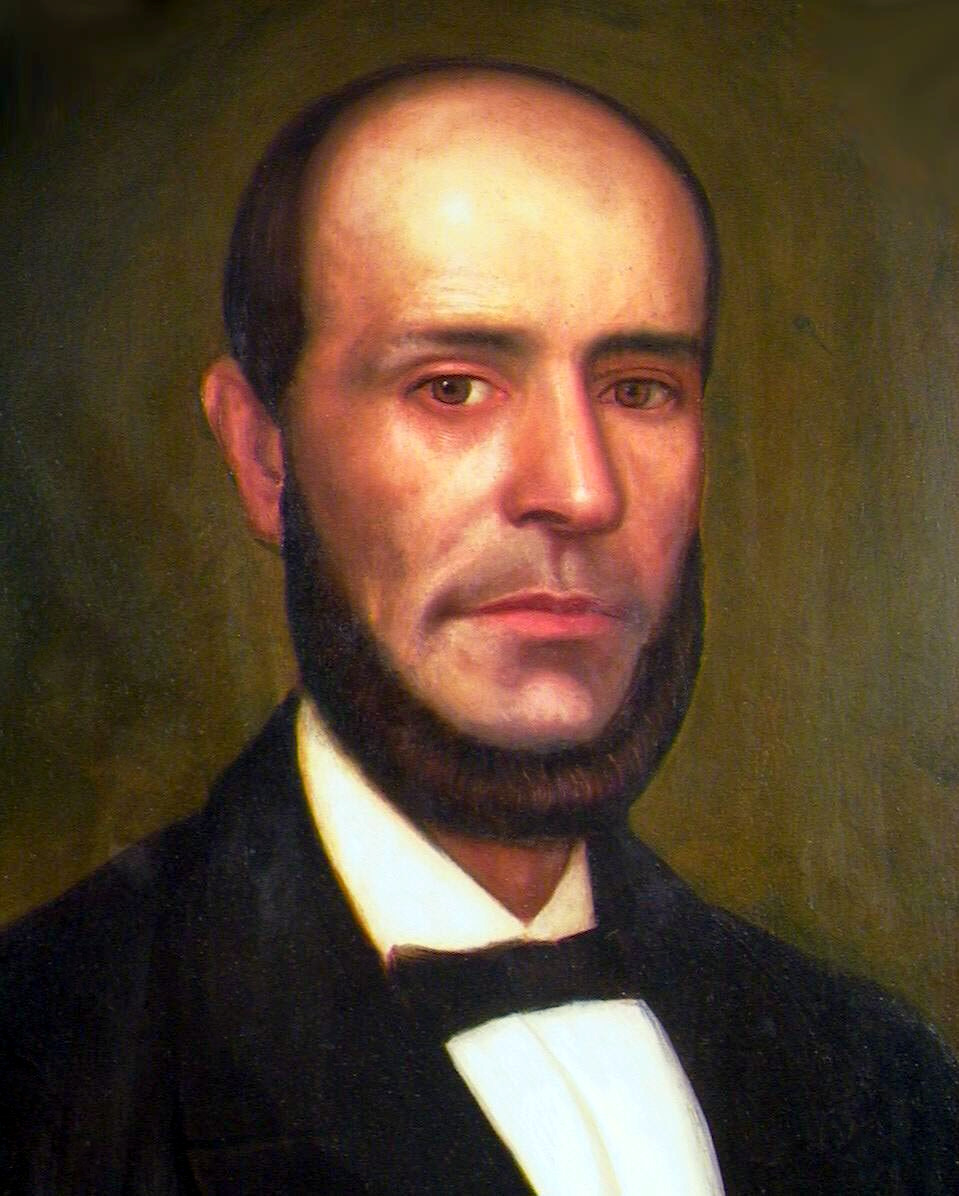
Jesús Jiménez Zamora.

El título I trataba de la República, declaraba que la soberanía residía en la nación e indicaba los límites de Costa Rica.
El título II trataba del gobierno, indicaba sus características y enunciaba la división tripartita de poderes.
El título III se refería a la Religión y decía que la Católica era la de la República, que era protegida por el Gobierno la protegía y que éste no contribuía con sus rentas a los gastos de otro culto, cuyo ejercicio, sin embargo, toleraba.
El título IV se refería a la enseñanza, y declaraba que la enseñanza primaria de ambos sexos era obligatoria, gratuita y costeada por el Estado.
El título V se refería a las garantías nacionales e individuales y repetía en forma casi literal lo enunciado sobre el particular en la Constitución de 1859.
El título VI contenía la regulación de la nacionalidad y la ciudadanía.
El título VII se refería al sufragio, que se ejercía mediante un sistema indirecto en dos grados. El segundo grado del sufragio era censitario y de él se excluía a los sacerdotes.
Los títulos VIII y IX regulaban el Poder Legislativo y el Poder Ejecutivo respectivamente, prácticamente en los mismos términos que en la Constitución anterior. Hubo sin embargo un cambio importante con respecto al Consejo de Estado, que pasó a estar formado por los Secretarios de Estado y los Presidentes de ambas Cámaras y además se indicó que su dictamen era puramente consultivo y debía extenderse por escrito.
El título X se refería al Poder Judicial y regulaba diversos aspectos de la administración de justicia, en forma casi idéntica a la Constitución de 1859. Sin embargo, se introdujo una innovación importante, ya que dispuso que por mayoría absoluta de votos la Corte Suprema de Justicia podía suspender, por sí, a solicitud del Fiscal o de cualquier ciudadano, la ejecución de las leyes que fuesen contrarias a la Constitución, y someter sus observaciones sobre el particular al Congreso en su próxima reunión ordinaria, para que resolviese definitivamente.
El título XI versaba sobre el Ministerio Público, a cuyo frente estaría un procurador general nombrado por el Congreso por períodos de dos años y con posibilidad de ser reelegido. Al procurador le correspondía velar porque los funcionarios públicos desempeñasen cumplidamente sus deberes, y acusarlos ante quien correspondiese.
El título XII versaba sobre el régimen municipal y reproducía las disposiciones de la Constitución de 1859 sobre división política, Gobernadores provinciales y Municipalidades.
El título XII se refería a la observancia de la Constitución y las reformas a la Carta fundamental. Al inicio de sus sesiones ordinarias, el Poder Legislativo debía examinar si la Constitución había sido exactamente observada y proveer lo conveniente para hacer efectiva la responsabilidad de los infractores. Para la reforma parcial de la Constitución podía presentarse un proyecto en cualquiera de las cámaras, firmado al menos por un tercio de los miembros presentes, y después debía ser aprobado por dos tercios de votos en cada una de las Cámaras y por la mayoría absoluta del Congreso. El proyecto pasaba después al Ejecutivo, que tras haber oído al Consejo de Estado, lo presentaba con su mensaje anual al Congreso en la siguiente reunión ordinaria de éste. El Congreso debía entonces aprobar nuevamente la modificación por dos terceras partes de votos. También podía procederse a reformar la Constitución por iniciativa unánime de las Municipalidades de la República. Para la reforma general de la Constitución se requería convocar una Asamblea Constituyente, después de que el proyecto respectivo siguiese los trámites de la reforma parcial.

## Vigencia
Bajo el imperio de la Constitución de 1869, el presidente provisorio Jesús Jiménez Zamora fue elegido popularmente como presidente constitucional para el período 1869-1872. Sin embargo, la vigencia de la nueva Carta concluyó el 27 de abril de 1870, cuando el presidente Jiménez fue derrocado por un golpe militar y se rompió otra vez el orden constitucional.